# تاریخ مصور پزشکی ایران و جهان
تاریخ مصور پزشکی جهان کتابی از ولی‌الله محرابی با ترجمهٔ ولی‌الله محرابی است که در سال ۱۳۸۴ منتشر و در مراسم کتاب سال جمهوری اسلامی ایران به‌عنوان کتاب برگزیده معرفی شد.